# Ana Novac
Ana Novac (nacida Zimra Harsányi el 21 de junio de 1924 en Dej en Transilvania y fallecida en el 8 distrito de París el 31 de marzo de 2010) fue una escritora y dramaturga franco-rumano-húngara, sobreviviente del Holocausto. Fue autora de Les Beaux Jours de ma jeunesse, el único diario personal que sobrevivió a los campos de concentración. La apodaron la "Ana Frank rumana", aunque el diario de Ana Frank fue previo a su deportación a un campo de concentración. 

## Biografía

### Infancia en Transilvania y juventud en los campos de concentración
Nacida como Zimra Harsányi, creció en Oradea (Nagyvárad) y asistió a una escuela judía en Miskolc, Hungría. Con unos diez años, conoció la enfermedad y pasaba horas en una tumbona en un sanatorio de los Cárpatos. Fue allí donde se acostumbró, hasta la obsesión, a escribir un diario. A los 11 años se volvió ciudadana húngara, cuando los nazis sedieron Transilvania a su aliado húngaro. Cuando la Alemania nazi tomó el control de Hungría en 1944, fue confinada con otros 20.000 judíos en una antigua fábrica de ladrillos, trató de escapar sin lograrlo. La enviaron a Auschwitz, donde se le tatuó en un brazo el número A-17587. También pasó un tiempo en el campo de concentración de Płaszów y otros campos más pequeños. Finalmente fue liberada el 6 de mayo de 1945 por los rusos en el campo de Chrastava en Checoslovaquia, enferma de tuberculosis y tifus. Sus padres y su hermano menor no sobrevivieron. Durante los seis meses que pasó en los campos consiguió redactar un diario (publicado en Francia en 1968 con el título Les Beaux Jours de ma jeunesse), escrito sobre trozos de papel encontrados, carteles rotos y, más tarde, cuadernos regalados por el Kapo Konhauser, en su mayoría en húngaro. Convenció a otro kapo, que admiraba su coraje, para que llevara el cuaderno a amigos cristianos fuera del campo de concentración. Se trataba de un guardia a quien Novac había visto azotar a una niña hasta matarla, pero que, ignorante de su contenido, entregó el paquete a la casera de la familia Novac. Describe las condiciones del transporte de Transilvania a Auschwitz, luego a Płaszów, y su vida diaria como deportada. En 1945 recuperó la nacionalidad rumana.

### Obra
Ana Novac se convirtió, después de la guerra, en una dramaturga de teatro en Rumanía, país que abandonó en 1965 tras ser víctima de persecuciones y un juicio por haber criticado duramente al régimen de Nicolae Ceaușescu, entonces vigente, en sus obras teatrales. Sus obras le valieron un reconocimiento considerable en la URSS y Hungría.
Su primera obra, La începutul vieții (Al comienzo de la vida), subtitulada Scene din viața unui institut (Escenas de la vida de un instituto) fue publicada en Viața romînească ( N.° 6, junio de 1954). Marian Popa la encuadra en un movimiento denominado “negativismo”. Sin ser fuertemente críticas, sus obras carecían en general a los ojos del régimen del optimismo que se exigía a los literatos. En La începutul vieții, describió los esfuerzos de una joven compañía de teatro en 1946 para representar una obra en un ambiente burgués. El resultado de sus trabajos, sin embargo, fue sólo un éxito parcial. En 1955, Familia Kovács gira en torno a una historia de amor entre una joven decepcionada por un sinvergüenza y un joven comunista, y describe muy críticamente la sociedad de Transilvania de principios de la década de 1940 (pogromos, anticomunismo). Sin embargo, su estructura en miniaturas biográficas contribuye más a la creación de una atmósfera que a una marcha continua hacia el progreso: el desenlace es incluso vivido por los demás miembros de la familia como una ruina. ¿Este fel de om eres tú? (¿Qué clase de hombre eres?) presenta a Janos Madaras, un extrabajador convertido en jefe, originalmente honesto y simple, ahora contaminado por el cinismo y la indiferencia de la burocracia socialista. La conclusión muy irónica ve de repente que todos los personajes se entusiasman milagrosamente para encajar en los códigos de la época. A partir de 1958, la cacería del "negativismo" comenzó a apuntar contra ella, hasta su exclusión del Partido Comunista.

### Exilio
En la década de 1950 estuvo casada con Paul Schuster, tras romper con él, se volvió a casar, en 1963, con un activista de Hungría, emigrando al país vecino. Fue allí donde apareció la primera edición de su diario, en 1966 ("A téboly horskeðjai"). Desde Hungría emigró a Berlín Occidental, donde se instaló durante algún tiempo y donde conoció a Günter Grass. Luego partió hacia Francia, a París, en la época de los acontecimientos de mayo de 1968, donde continuó su actividad literaria, con obras de teatro (que casualmente escribió en una noche), ensayos y novelas biográficas. Frecuentando el Café de Flore, conoció allí a muchos intelectuales como Jean-Paul Sartre, Simone de Beauvoir, Eugène Ionesco, Jean Pârvulesco y Monica Lovinescu.
Su diario apareció en francés bajo el título "J'avais 14 ans à Auschwitz (Tenía 14 años en Auschwitz). Una traducción alemana apareció en 1967 bajo el título "Die schönen Tage meiner Jugend", y un año más tarde en Francia bajo el título: "Les beaux jours de ma jeunesse" (Los días más hermosos de mi juventud). Otras ediciones aparecieron más tarde, incluida una en rumano, publicada en Cluj en 2004. En el prefacio de la edición rumana, la autora afirma que nació en 1929, fecha también mencionada en las notas biográficas que acompañaban a otras ediciones y traducciones del libro.
Es mucho menos conocida que la de Ana Frank, a pesar de que las dos jóvenes tenían la misma edad cuando la escribieron. El mensaje de Les Beaux Jours de mi juventud es más violento, y a veces hasta insoportable. La autora describe la continua proximidad de la muerte. Demuestra una lucidez notable con respecto a las miserias del hombre, sobre el absurdo de la guerra, sobre la intangibilidad de la frontera entre verdugos y víctimas. La dureza del testimonio puede parecer chocante, siendo esta escritura aguda e irónica una característica fundamental de la autora.

### La novelista
La obra de Ana Novac no puede reducirse a su diario, a su experiencia en el campo de concentración o incluso al teatro. En la década de 1990 y principios de la de 2000, también fue autora de una importante novela, en parte autobiográfica, según admite ella misma. En Les Accidents de l'âme volvió a su vida en Rumanía y en Un Lit dans l'Hexagone a su estancia en un hospital psiquiátrico y su singular pasión por el médico. Posteriormente, se orienta hacia una inspiración ficcional, destacando en Les Noces de Varenka donde destaca su humor negro y su sentido del diálogo. Su última novela, Le Maître de Trésor, cuya acción transcurre en Grecia, está considerada como la más variada formalmente hablando, entre el thriller y la novela de aventuras, rozando en ocasiones lo fantástico.

## Obras literarias
- Match à la une, L'Avant-Scène Théâtre, 568, 1975
- Les Beaux Jours de ma jeunesse, édité en France pour la première fois en 1968, Réédition Balland 2006 et chez Folio
- Les Beaux Jours de ma jeunesse, en Hongrie, Hollande, Italie, Allemagne, France, entre 1968-1970, Julliard, Paris
- Les noces de Varenka
- Comme un pays qui ne figure pas sur la carte, Balland, Paris, 1992
- Un lit dans l'Hexagone
- J’avais quatorze ans a Auschwitz, Presses de la Renaissance, Paris, 1982
- Les mémoires d’un zombie, ou Si j’étais bébé-phoque, dans la revue Les Temps modernes, ediciones Gallimard.
- Un peu de Tendresse ou Le complexe de la soupe, éd. L’Avant-Scène Théâtre, Paris, 442, 1969
- Cap sur la Lune : Exercices Lyriques, Le Méridien Éditeur
- Les Accidents de l’âme, 1991
- Le Grabat, 1988
- Nocturne, 1984
- La Porte, 1985
- Un nu déconcertant, 1970
- Le Maître de Trésor, Balland, 2002